# Mara Aiacoboae
Mara Elena Aiacoboae (Bacău, 16 novembre 1994) è una tuffatrice rumena.
Ha rappresentato la nazionale della Romania ai campionati mondiali di nuoto di Shanghai 2011, Barcellona 2013 e Kazan' 2015.

## Carriera
- Budapest 2009: argento nel trampolino 3 m - Ragazze - categoria "B"